# The Stories We Tell Ourselves
The Stories We Tell Ourselves es el quinto álbum de estudio de la banda estadounidense de metal alternativo Nothing More, que fue publicado el 15 de septiembre de 2017. Es el segundo álbum de la banda que se lanzó con el sello discográfico Eleven Seven Music. El primer sencillo del álbum, "Go to War", encabezó la lista de Billboard US Mainstream Rock Songs en noviembre de 2017.
La banda recibió tres nominaciones a los Premios Grammy relacionadas con el álbum; Mejor interpretación de rock y Mejor canción de rock por "Go to War", y Mejor álbum de rock por el álbum en sí. Un segundo sencillo, "Do You Really Want It", se lanzó en diciembre de 2017, mientras que varios sencillos promocionales, como "Don't Stop", también se lanzaron en 2017. Un tercer sencillo, "Just Say When", fue lanzado en abril de 2018. El cuarto sencillo del álbum, "Let 'Em Burn", fue lanzado en diciembre de 2018.

## Antecedentes y grabaciones
El trabajo en el álbum comenzó a principios de 2016, y se escribió y grabó en 2016 y 2017.  La banda continuó el enfoque de escribir y grabar el álbum en su propio estudio casero, similar a sus dos álbumes anteriores como The Few Not Fleeting y Nothing More; El líder Johnny Hawkins sintió que la tecnología había avanzado lo suficiente como para crear un álbum de sonido profesional con su propio equipo doméstico, y esto les permitió trabajar fuera de las limitaciones de tiempo y dinero de trabajar en un estudio profesional, y trabajar en la comodidad de su propia vida. La banda también produciría el álbum, junto con el colaborador y mánager de la banda, Will Hoffman. En general, los miembros de la banda trabajarían por separado en diferentes habitaciones de la casa, grabando sus partes respectivas y luego compartiéndolas entre sí a través de Google Drive. Una vez que estuvieran contentos con las canciones completas, las enviarían a Hoffman, quien realizó las tareas finales de mezcla de audio. Se hizo hincapié en hacer que el oyente sintiera algo emocionalmente sobre las actuaciones técnicamente competentes.
Para septiembre de 2016, la banda tenía 17 canciones completamente desarrolladas, y estaban considerando si alguna canción debería ser recortada o no de la lista final de canciones. La banda tomó un descanso de la grabación en este momento para hacer una gira con Disturbed y Chevelle durante todo el fin de año, antes de volver a completar la grabación del álbum a principios de 2017. La banda coescribió dos canciones con el guitarrista Clint Lowery de Sevendust - "Tunnels" y "Funny Little Creatures", que también contribuyeron con la guitarra a las pistas.

## Temas y composición
Conceptualmente, el álbum trata sobre la interactividad de tres tipos de relaciones: entre uno mismo y otra persona, entre uno mismo y la sociedad, y entre uno mismo y su propia comprensión y conciencia de sí mismos. Las letras fueron influenciadas por una amplia variedad de fuentes. Hawkins, el principal letrista de la banda, afirmó que gran parte de las letras de los álbumes se inspiraron en lo que la banda había experimentado en los años anteriores a su álbum anterior, y él lo describió como "no un disco hipotético. Es un tema muy real, con influencia experiencial". Escribir la letra de la canción era la forma en que Hawkin trabajaba a través de sus recientes problemas personales, y los problemas que había experimentado a su alrededor en los años anteriores al lanzamiento del álbum.
El sonido del álbum fue descrito principalmente como un "sonido de rock pesado" por el sitio web de música rock Loudwire, con una variedad de diferentes influencias y subgéneros de rock y metal que se escuchan en varias pistas individuales. La revista HM describió el álbum como "ganchos de mezcla que podrían ser directamente de himnos pop con riffs de guitarra incondicionales, ritmos matemáticos y un equilibrio perfectamente ejecutado entre voces limpias y sucias". una canción de alta energía con baterías "contundentes", "ritmo pegadizo" y voces que comienzan como una "voz gutural distorsionada" antes de estallar en un grito. Del mismo modo, la canción "Ripping Me Apart" "arrugando la línea de guitarra" con Hawkin gritando el título de la canción sobre ella. Las voces de Hawkins en la pista se describieron como una combinación de los gritos de Chester Bennington y las voces elevadas de Chris Cornell. "Don't Stop" se describió con "ritmos de nu metal" con un coro más pop rock influenciado, mientras que "The Great Divorce" se describió como "synthy post-hardcore. Al contrario del resto del álbum, the La pista "Just Say When" se ha descrito como una balada acústica, que consta de solo voces, guitarra acústica y cuerdas, y que tiene una influencia de balada pop punk.

## Recepción
El álbum fue generalmente bien recibido por la crítica. Loudwire lo describió como uno de sus álbumes mejor revisados de 2017, al afirmar que "The Stories We Tell Ourselves no es un gran paso adelante para el acto alternativo con base en San Antonio, Texas, sino como un escaparate en la madurez tanto en la musicalidad como en El cantante Jonny Hawkins lo rompió por los molinos, muchos de ellos cortesía del guitarrista Mark Vollelunga ... Decir que Nothing More lo ha hecho subir algunas muescas desde que su debut en el sello principal hace cuatro años sería un daño a la cantidad han cambiado las cosas a la estratosfera". El último lo clasificó como el segundo mejor álbum de hard rock de 2017 en la retrospectiva de fin de año también.

## Lista de canciones
| N.º | Título                    | Duración |  |
| 1.  | «(Ambition; Destruction)» | 0:18     |  |
| 2.  | «Do You Really Want It?»  | 3:53     |  |
| 3.  | «(Convict; Divide)»       | 0:41     |  |
| 4.  | «Let 'em Burn»            | 3:56     |  |
| 5.  | «Ripping Me Apart»        | 4:04     |  |
| 6.  | «Don't Stop»              | 4:15     |  |
| 7.  | «Funny Little Creatures»  | 3:28     |  |
| 8.  | «(React; Respond)»        | 2:29     |  |
| 9.  | «The Great Divorce»       | 4:39     |  |
| 10. | «Still in Love»           | 4:36     |  |
| 11. | «(Alone; Together)»       | 1:31     |  |
| 12. | «Go to War»               | 4:05     |  |
| 13. | «Just Say When»           | 3:42     |  |
| 14. | «(Accept; Disconnect)»    | 1:54     |  |
| 15. | «Who We Are»              | 3:26     |  |
| 16. | «Tunnels»                 | 4:11     |  |
| 17. | «(End; Begin)»            | 1:40     |  |
| 18. | «Fadein/Fadeout»          | 6:05     |  |

## Personal
- Jonny Hawkins - voces
- Mark Vollelunga - guitarra
- Daniel Oliver - Bajo, Sintetizador
- Ben Anderson - batería, percusión